# 足立区立青井中学校
足立区立青井中学校（あだちくりつ あおいちゅうがっこう）は、東京都足立区に所在する公立中学校。略称は「青井中（あおいちゅう）」。2005年8月に、首都圏新都市鉄道つくばエクスプレスが開通したため、交通が不便だったこの学校は、急激に便利になり、生徒数も多くなっている。

## 沿革
- 1973年4月1日 - 足立区立青井中学校開校。

## 教育目標
- みずからを鍛えみずからを伸ばす生徒
- 正しく判断し責任を持つ生徒
- 人を大切にし社会に尽くす生徒